# 田中千里 (哲学者)
田中 千里（たなか ちさと、1924年9月11日 - 1998年8月11日）は、日本のアヴェロエス（イブン・ルシュド）研究者。近畿大学教授。日本のイスラーム哲学研究のパイオニア世代の1人。

## 経歴
1924年、兵庫県神戸市に生まれる。関西学院中学部（旧制）を卒業。山口県で教師となるが、1年で辞職。実兄がいた東京へ移住し、東京の大学予備校へ入学する。神戸高等商船学校（後に神戸商船大学、現在 神戸大学 海事科学部）へ入学。
終戦後、大阪外事専門学校（後の大阪外国語大学、現在 大阪大学 外国語学部）英米科へ編入し、卒業する。続いて京都大学文学部哲学専攻(旧制)に入学し、1951年 卒業(美学専攻で受験したが不合格であったため、1年浪人して入学した。京都大学浪人決定を契機に、京都府立朱雀高等学校の定時制で教鞭を取り始める。同職は学生時代から近畿大学就職まで継続した)。同大学大学院(旧制)に進み、修了。
終了後は近畿大学教養部に専任として就職。担当は英語。非常勤講師として同大学薬学部で哲学概論を担当。1995年、近畿大学を退職。1998年11月22日、間質性肺炎のため死去。

## 研究内容・業績
- 日本で初めて、イブン・ルシュドの専門的研究に従事した人物である。
- 研究は、ラテン語訳されたアヴェロエスのテキストをもとに行われ、アラビア語やヘブライ語の資料には着手していない。

- 古代ギリシアの学術のイスラム世界への継承を主題とする単著も、日本で初めて手がけた。その他、英語訳聖書に関する数多くの論文も残している。
- 京都大学の山内得立(やまのうち とくりゅう)を指導教官とし、その後、ともに京都大学の西洋哲学史第六講座（中世哲学史研究）の担当者であった高田三郎、山田晶らの薫陶を受けた。
- 研究上の主な主張[要出典]としては、次の点が指摘できる。

上の引用は、トマス・アクィナスの『知性の単一性について --- アヴェロイス派への反論』におけるアヴェロエス批判を検討した結果のコメントである。トマス・アクィナスは哲学的な方法にもとづいてアヴェロイスのアリストテレス解釈を否定することには失敗した、の意であると考えられる。
遺稿となった「アヴェロエス研究（1998）」では、イブン・ルシュドがアリストテレスの『霊魂論』につけた注解やイブン・ルシュドの自著『矛盾論の矛盾』のラテン語訳に依拠して、アヴェロエスの知性論を論じた。アヴェロエスは魂の中に3つの知性が存在すると注解に書いた。第一が受け入れる知性、第二が働きかける知性、第三が生成された知性である。田中1998は、この第三の知性の性格をトマス・アクィナスによるアヴェロエス批判や、アヴェロエスによるアルガゼル批判を紹介しながら明らかにしていった。アヴェロエスによると思惟的知性（第三の知性）は、あらゆる個人に単一である質料的知性（第一の知性）とは異なり、個別的人間の生成消滅によって生成消滅する。そして、個人における知性は肉体の死に伴って消滅するが、人間共通の知性に吸収されて永遠に生き続けるという。田中1998は、トマスがこうした個人的魂の存続を認めないアヴェロエス説を批判し、1277年にアヴェロエス派が異端とされるまでの経緯を述べる。次に、神の働きかけはあらゆる事物に見いだされるとしたアルガゼルの自然観及び哲学者（ファルサファ）批判に対して、アヴェロエスが、神の働きかけが継続して知られることはなく神の働きかけを知る知識は常に存在しているものの本性に応じるものである、つまり、人間の本性によって神の働きかけを知ることができる点を指摘して反論したことを紹介する。遺稿の締めくくりとして田中1998は、アヴェロエスにおける本性の見解が原因と結果の実情に基づいて因果律を確認するものであり、当時としては革新的なものであった、それ故に時代や民族を超えて人類共通の文化遺産となったと述べた。

## 単著
- 『中世における宗教と学術の伝播 : ヨーロッパ及びオリエント』 二玄社 1962-06
- 『イスラム文化と西欧 : イブン・ルシド [アヴェロエス] 研究』 講談社 1991-03

## 共著
- 「中世前期アラブ思想とアヴェロエス」『中世の教育思想（上）（教育思想史Ⅲ）』上智大学中世思想研究所編集 東洋館出版社 1984-08
- 「中世オリエントを経由しての学術の伝播」『中世における古代の伝統（中世研究 第 4 号）』上智大学中世思想研究所編集 創文社 1995-07

## 翻訳
- アヴェロエス『《（アルガゼルの）哲学矛盾論》の矛盾』近代文芸社 1996-03

## 論文

### アヴェロエス関係
- トーマス・アクイナスの時代とデ・アニマ注解『近畿大学教養部研究紀要』 2 (1), pp.1–15, 1970-09
- アヴェロエス〔Averroes=Ibn Rushd〕と彼の「破壊の破壊」について『近畿大学教養部研究紀要』 2 (2), pp.1–14, 1971-03
- アヴェロエスにおける「知性」と「本性」『近畿大学教養部研究紀要』 8 (1), pp.21–32, 1976
- AverroesのDestructio DestructionumにおけるPhysicaについて『中世思想研究』 (14), pp.86–95, 1972-10
- Averroesの知性論と科学論について (第35回〔日本哲学会〕大会) -- (研究発表要旨)『哲学』 (26), pp.83–84, 1976-05
- アヴェロエス研究 --- トマスのアヴェロエス派反論に反論して-A-『近畿大学教養部研究紀要』 9(2), pp.1–14, 1977
- アヴェロエス研究 --- 宇宙の永遠性について-1-『近畿大学教養部研究紀要』 8 (3), pp.1–13, 1977
- アヴェロエス研究 --- トマスのアヴェロエス派反論に反論して-B-『近畿大学教養部研究紀要』 10 (1), pp.13–26, 1978
- 「アヴェロエス研究」--- アリストテレスの作品『生成消滅論』の中注解について(A)『近畿大学教養部研究紀要』 11 (1), pp.1–9, 1979
- 「アヴェロエス研究」--- 中世アラビア思想と西欧『近畿大学教養部研究紀要』 11 (2), pp.1–15, 1979
- 知性の単一性について --- アヴェロエス説とトマスの反駁論『中世思想研究』 (21), pp.106–118, 1979
- 「アヴェロエス研究」--- アリストテレスの作品『生成消滅論』の中注解について(B)『近畿大学教養部研究紀要』 12 (1), pp.139–147, 1980
- アヴェロエス研究 --- 存在と本質について-A-『近畿大学教養部研究紀要』 13 (1), pp.1–10, 1981
- アヴェロエス研究 --- 二重真理説『近畿大学教養部研究紀要』 13 (3), pp.157–172, 1982
- イスラムの神学者アルガゼルと哲学者アヴェロエス -1-  習慣 consuetudo と本性 natura について『近畿大学教養部研究紀要』 15 (3), pp.23–40, 1984
- アヴェロエス研究 --- 宇宙の永遠性について『近畿大学教養部研究紀要』 16 (2), pp.27–38, 1984
- ThomasとAverroes --- Summa Theologiae(Q.75-89)について『中世思想研究』 (26), pp.84–93, 1984
- 中世における異端論説 --- アヴェロエス主義研究『近畿大学教養部研究紀要』 18 (2), pp.1–17, 1986
- アヴェロエスの「形而上学注解」--- アヴェロエス研究『近畿大学教養部研究紀要』 19 (2), pp.11–27, 1987
- イブンルシドの論説とイスラム社会  -1- 『近畿大学教養部研究紀要』 20 (3), pp.1–18, 1989
- イブン・ルシドの論説とイスラム社会 -2- 『近畿大学教養部研究紀要』 21 (1), pp.15–31, 1989
- 「ジハード」について --- Ibn Rushd （イブン・ルシド）とShaltut（シャルトゥート）の論説から『近畿大学教養部研究紀要』 23 (1), pp.1–17, 1991
- アヴェロエス派異端における2重真理『近畿大学教養部研究紀要』23 (2), pp.1–15, 1991
- 「アヴェロエス研究」（PDF）『中世哲学研究 : Veritas』第17巻、京大中世哲学研究会、1998年11月、26-38頁、2015年12月4日閲覧。

### 翻訳聖書関係
- 欽定英訳聖書に至る各種聖書についての一考察『芸文』 7 (2), pp.1–21, 1967-05
- 欽定訳より米国標準訳に至る英訳聖書の変遷についての一考察『芸文』 8 (1), pp.21–41, 1967-09
- 改訂英訳聖書の英語についての一考察『芸文 』9 (1), pp.81–100, 1968-12
- William Tyndaleとその英訳聖書について『近畿大学教養部研究紀要』 (1), pp.45–54, 1969-03
- Tyndaleの聖書とイギリスの宗教改革運動『近畿大学教養部研究紀要』 (2), pp.45–57, 1969-12
- Karl Gutzlaffとその日本語訳『近畿大学教養部研究紀要』 3 (2), pp.39–53, 1971-12
- Tyndale's BibleからGeneva Bibleに至る沿革『近畿大学教養部研究紀要』 4 (1), pp.47–57, 1972-07
- Bernard Jean Bettelheimの「約翰伝福音書」とKarl Gutzlaffの「約翰福音之伝」『近畿大学教養部研究紀要』 5 (1), pp.31–44, 1973-07
- 近畿大学図書館所蔵グーテンベルグ聖書--- その印刷字体と略号『近畿大学教養部研究紀要』 5 (3), pp.45–60, 1974-03
- 各種英訳聖書の英語について『近畿大学教養部研究紀要』 6 (2), pp.27–39, 1974-12
- 日本人による最初の和訳聖書「西洋教草」--- 片仮名書きの英語発音表記を中心として『近畿大学教養部研究紀要』 7 (2), pp.1–13, 1975-12
- 異端と聖書の英語訳『近畿大学教養部研究紀要』24 (1), pp.1–12, 1992
- 初期の英語訳聖書の印刷出版『近畿大学教養部研究紀要』25 (1), pp.1–20, 1993
- 聖書における初期印刷の諸様式『近畿大学教養部紀要』26 (2), pp.1–16, 1994-12-30

### その他
- アメリカの独立と宗教 -1-（金沢順一と共著）『近畿大学教養部研究紀要』 22 (1), pp.69–87, 1990
- 視聴覚資料を利用しての授業『近畿大学視聴覚教室通信』16, pp.9–17, 1994-12-25（二次大戦などを主題とするビデオを用いた自身の授業の内容紹介。田中の反戦主義的イデオロギーが明確にでている。）